# Oppenheimer (banda sonora)
Oppenheimer (Original Motion Picture Soundtrack) es el álbum de la banda sonora compuesta por Ludwig Göransson para la película de 2023 Oppenheimer de Christopher Nolan. Back Lot Music la lanzó digitalmente el 21 de julio de 2023, el mismo día del estreno de la película en cines en los Estados Unidos. En la 66.ª edición de los premios Grammy, ganó el premio a la mejor banda sonora para medio visual. En la 96.ª edición de los Premios Oscar, ganó el premio a la Mejor Banda Sonora Original.

## Antecedentes
El 8 de octubre de 2021, Universal Pictures anunció la producción de Oppenheimer y confirmó que el compositor Ludwig Göransson se encargaría de la banda sonora. Göransson ya había trabajado con el director Christopher Nolan, pues compuso la música de su película de 2020, Tenet.
La partitura de Göransson apareció en un tráiler de la película el 8 de mayo de 2023. También se incluyó en el avance exclusivo de cinco minutos de Universal Pictures, el Opening Look, el 13 de julio.

## Producción

### Desarrollo
Cuando le propusieron componer la música para Oppenheimer, Göransson se sintió inicialmente intimidado por el alcance y la magnitud del proyecto. En las primeras etapas de producción, Nolan compartió el guion con su supervisor de efectos visuales, Andrew Jackson, ya que necesitaba plasmar en pantalla fenómenos como la mecánica cuántica y las reacciones nucleares. El equipo de efectos visuales comenzó a crear metraje experimental de partículas, ondas y reacciones en cadena. Nolan luego le mostró este material a Göransson, quien lo usó para inspirarse en su composición.
Componer la música de Oppenheimer resultó ser un desafío único para Göransson, ya que nunca había creado una banda sonora que representara únicamente el funcionamiento interno y el punto de vista de un solo personaje. Más tarde explicó: «La película trata sobre la perspectiva de [J. Robert] Oppenheimer; el público debe sentir lo que él siente, ver lo que él ve, estar dentro de él. Eso es lo que la música debía hacer: necesitaba llevar al público a sentir todas sus emociones tal como se ven en pantalla».
Nolan no dio instrucciones específicas sobre cómo quería que sonara la banda sonora; la única sugerencia que le dio a Göransson fue que representara el personaje de Oppenheimer y el tema principal de la película con un solo de violín. Nolan explicó: «Hay una tensión en el sonido que creo que encaja muy bien con el intelecto y la emoción ta nerviosa de Robert Oppenheimer». Usando el violín como punto de partida, Göransson y su esposa Serena, violinista, comenzaron a experimentar con vibratos y glissandos microtonales; su objetivo era transmitir la ansiedad de Oppenheimer a través de la capacidad del violín para cambiar instantáneamente de un sonido romántico y sentimental a algo «neurótico» y «horroroso».
Para la secuencia de «Can You Hear the Music», Nolan quería una pieza que emulara La consagración de la primavera de Igor Stravinsky, que calificó como «una de las mejores piezas musicales jamás escritas». Al principio de la producción, Nolan y Göransson asistieron a una interpretación de la obra por la Filarmónica de Los Ángeles.

### Composición
La partitura de Göransson se compone de tres grandes movimientos: los antecedentes de Oppenheimer en la física, el Proyecto Manhattan y la audiencia de la Comisión de Energía Atómica. La música comienza con exuberantes melodías de cuerdas, arpas y piano mientras Oppenheimer explora la teoría y comienza su carrera como físico. El núcleo de su tema es una escala hexatónica que se puede escuchar como un leitmotiv a lo largo de la película, comenzando en la pieza «Can You Hear the Music». A medida que la partitura pasa al segundo movimiento, el tono cambia mientras se construye la bomba atómica, y la creciente tensión se amplifica con un bajo palpitante y sonidos metálicos de tictac. Göransson tuvo cuidado de que su composición no sonara «retumbante», especialmente en el segundo acto, ya que creía que si la música era demasiado explosiva, las detonaciones en la película no tendrían tanto impacto en el público.
«Antes [del segundo acto], todo son teorías, garabatos, ideas. Pero luego, cuando hay una bomba física real, das un giro tonal increíblemente grande y lo canalizas con esos sintetizadores, con la fatalidad inminente. Tienes ese bajo palpitante y luego está ese sonido de tictac metálico, y esa oda se mantiene hasta que la bomba explota, y entonces tienes esos momentos de silencio, que creo que son muy efectivos». — Ludwig Göransson
Aunque la película es de época y Göransson utilizó instrumentación acorde a los tiempos, también quería que la partitura se sintiera «atemporal», por lo que decidió fusionar la orquesta tradicional con sintetizadores y una producción monofónica. Él y Nolan también optaron por no incluir baterías por el riesgo de que sonara militarista, y en su lugar incorporaron elementos de percusión como pisotones, tictacs y la estática de un contador Geiger. Durante la secuencia del reactor nuclear, Göransson hizo que los violonchelistas tocaran col legno, golpeando las cuerdas con la madera de sus arcos para crear un sonido percusivo.

Además de la instrumentación, Göransson transmitió la energía de la película a través del tempo de la partitura. En la pieza «Can You Hear the Music», empleó 21 cambios de tempo, una gran hazaña para una orquesta en vivo. Originalmente, Göransson la consideró «intocable» y planeó grabar la canción compás por compás, pero su esposa lo animó a grabarla en una sola toma. Tras mucha experimentación, el equipo musical lo logró reproduciendo un clic en los auriculares de los músicos antes de cada cambio de tempo. Solo esta pieza tardó tres días en grabarse.
«Al final, grabamos música que superó lo que yo creía humanamente posible. Las desconcertantes imágenes de átomos girando llevaron a cuarenta violines a un frenesí sobrecogedor, mientras que las escenas del tribunal se musicalizaron con la intensidad de un campo de batalla. Los cambios dinámicos extremos de la música, que viajan desde las profundidades de un viaje íntimamente personal hasta el borde de la destrucción total, son drásticos, desorientadores y discordantes». — Ludwig Göransson

### Grabación
A diferencia de la mayoría de los casos en los que la composición comienza en la posproducción, Göransson empezó a asistir a reuniones semanales tres meses antes de que comenzara el rodaje, y escribía 10 minutos de música a la semana para Nolan. Göransson describió el proceso como muy «colaborativo y abierto». Nolan pudo entonces comenzar a filmar con dos o tres horas de música que podía usar como referencia. Además, cuando comenzó el montaje, Nolan y la editora Jennifer Lame pudieron utilizar el trabajo preliminar de Göransson para el primer corte de la película sin necesidad de una banda sonora temporal (temp score). Cada viernes, durante el proceso de edición, Göransson veía la película con Nolan y Lame, y luego ajustaba su partitura en consecuencia. Le llevó aproximadamente nueve meses completar la banda sonora.
La partitura final fue interpretada por la Hollywood Studio Orchestra y se grabó durante cinco días en el escenario de grabación de Warner Bros. Studios. En su punto álgido, la orquesta incluía 40 instrumentistas de cuerda, ocho trompas, tres trombones, tres trompetas, una tuba y un arpa.

## Lanzamiento y recepción comercial
La banda sonora se lanzó para streaming y descarga digital el 21 de julio de 2023. Para enero de 2024, ya había acumulado más de 200 millones de reproducciones. En particular, la pieza «Can You Hear the Music» se hizo viral en TikTok, y llegó a obtener 2.1 mil millones de impresiones en la aplicación y más de 60 millones de reproducciones en todas las plataformas de streaming de música. Mondo lanzó la banda sonora en formatos de CD y LP en septiembre de 2023.

## Recepción de la crítica
Justin Chang de Los Angeles Times calificó la partitura como «magnífica», mientras que Robbie Collin de The Telegraph la llamó «magníficamente implacable». Wendy Ide de The Observer describió la composición de Göransson como «magistral y mercurial, sin duda una de las mejores del año». Por su parte, David Rooney de The Hollywood Reporter escribió: «Un elemento que ayuda inmensurablemente en el control inquebrantable del tono y la tensión de Nolan es [...] la partitura extraordinariamente contundente y casi omnipresente de Ludwig Göransson».

Ross Bonaime de Collider elogió enormemente a Göransson y afirmó que: 
«la omnipresente partitura de Ludwig Göransson para Oppenheimer acompaña casi cada momento de la película, sabiendo exactamente cuándo retirarse o cuándo provocar al público con los sonidos de un tictac o estática bajo el embate de una orquesta que envuelve completamente al espectador. Las imágenes de Nolan y [Hoyte] van Hoytema son siempre impresionantes, pero es la partitura de Göransson la que lleva a Oppenheimer a otro nivel y continúa demostrando que es uno de los compositores más emocionantes que trabajan en el cine hoy en día».
Por el contrario, algunos críticos de cine consideraron que la música era abrumadora. Odie Henderson de The Boston Globe la calificó como «irritante» y afirmó que «la inclinación [de Nolan] por ahogar los diálogos necesarios [se volvió] intolerable» cuando se usaba la partitura. Fred Topel de UPI escribió que «Ludwig Göransson compuso una buena partitura, pero su uso constante es agotador». Oli Welsh de Polygon se hizo eco de estos sentimientos y señaló que la música estaba «sobreutilizada».

## Presentaciones en vivo
Para promocionar la banda sonora antes de la temporada de premios de 2024, Universal y Syncopy Inc. presentaron Oppenheimer: Live in Concert, una experiencia de concierto con proyección de la película que contó con una orquesta de 55 músicos bajo la dirección de Göransson y dirigida por Anthony Parnther. El evento se celebró en el Royce Hall de la Universidad de California, Los Ángeles, el 10 de enero de 2024, e incluyó una introducción a cargo de Nolan y el actor Cillian Murphy. Asistieron 1,000 personas.

## Premios
| Premio                                                | Año  | Categoría                                                | Nominados                                   | Resultado | Ref.   |
| ----------------------------------------------------- | ---- | -------------------------------------------------------- | ------------------------------------------- | --------- | ------ |
| Hollywood Music in Media Awards                       | 2023 | Best Original Score in a Feature Film                    | Ludwig Göransson                            | Nominado  | [ 38 ] |
| St. Louis Film Critics Association Awards             | 2023 | Mejor banda sonora                                       | Ludwig Göransson                            | Ganador   | [ 39 ] |
| Washington D. C. Area Film Critics Association Awards | 2023 | Mejor banda sonora                                       | Ludwig Göransson                            | Ganador   | [ 40 ] |
| Chicago Film Critics Association Awards               | 2023 | Mejor banda sonora original                              | Ludwig Göransson                            | Nominado  | [ 41 ] |
| Dallas–Fort Worth Film Critics Association Awards     | 2023 | Mejor banda sonora músical                               | Ludwig Göransson                            | Nominado  | [ 42 ] |
| Florida Film Critics Circle Awards                    | 2023 | Mejor banda sonora                                       | Ludwig Göransson                            | Nominado  | [ 43 ] |
| Astra Film Awards                                     | 2024 | Mejor banda sonora                                       | Ludwig Göransson                            | Ganador   | [ 44 ] |
| Golden Globe Awards                                   | 2024 | Mejor banda sonora original                              | Ludwig Göransson                            | Ganador   | [ 45 ] |
| Critics' Choice Movie Awards                          | 2024 | Mejor banda sonora                                       | Ludwig Göransson                            | Ganador   | [ 46 ] |
| Online Film Critics Society Awards                    | 2024 | Mejor banda sonora original                              | Ludwig Göransson                            | Ganador   | [ 47 ] |
| Grammy Awards                                         | 2024 | Mejor banda sonora para medio visual                     | Ludwig Göransson                            | Ganador   | [ 48 ] |
| Grammy Awards                                         | 2024 | Mejor arreglo instrumental o a capela                    | «Can You Hear the Music» (Ludwig Göransson) | Nominado  | [ 48 ] |
| Grammy Awards                                         | 2024 | Mejor composición instrumental                           | «Can You Hear the Music» (Ludwig Göransson) | Nominado  | [ 48 ] |
| Society of Composers & Lyricists Awards               | 2024 | Mejor banda sonora original para una película de estudio | Ludwig Göransson                            | Ganador   | [ 49 ] |
| British Academy Film Awards                           | 2024 | Mejor música original                                    | Ludwig Göransson                            | Ganador   | [ 50 ] |
| Satellite Awards                                      | 2024 | Mejor banda sonora original                              | Ludwig Göransson                            | Nominado  | [ 51 ] |
| Academy Awards                                        | 2024 | Mejor banda sonora original                              | Ludwig Göransson                            | Ganador   | [ 52 ] |

## Lista de canciones
| Lista de canciones de Oppenheimer (Original Motion Picture Soundtrack) |                              |          |  |
| N.º                                                                    | Título                       | Duración |  |
| 1.                                                                     | «Fission»                    | 4:38     |  |
| 2.                                                                     | «Can You Hear the Music»     | 1:50     |  |
| 3.                                                                     | «A Lowly Shoe Salesman»      | 3:34     |  |
| 4.                                                                     | «Quantum Mechanics»          | 3:00     |  |
| 5.                                                                     | «Gravity Swallows Light»     | 3:30     |  |
| 6.                                                                     | «Meeting Kitty»              | 5:47     |  |
| 7.                                                                     | «Groves»                     | 3:03     |  |
| 8.                                                                     | «Manhattan Project»          | 3:01     |  |
| 9.                                                                     | «American Prometheus»        | 2:37     |  |
| 10.                                                                    | «Atmospheric Ignition»       | 3:28     |  |
| 11.                                                                    | «Los Álamos»                 | 2:38     |  |
| 12.                                                                    | «Fusion»                     | 3:55     |  |
| 13.                                                                    | «Colonel Pash»               | 4:57     |  |
| 14.                                                                    | «Theorists»                  | 3:14     |  |
| 15.                                                                    | «Ground Zero»                | 4:21     |  |
| 16.                                                                    | «Trinity»                    | 7:52     |  |
| 17.                                                                    | «What We Have Done»          | 5:45     |  |
| 18.                                                                    | «Power Stays in the Shadows» | 4:10     |  |
| 19.                                                                    | «The Trial»                  | 5:32     |  |
| 20.                                                                    | «Dr. Hill»                   | 4:23     |  |
| 21.                                                                    | «Kitty Comes to Testify»     | 4:52     |  |
| 22.                                                                    | «Something More Important»   | 3:25     |  |
| 23.                                                                    | «Destroyer of Worlds»        | 2:54     |  |
| 24.                                                                    | «Oppenheimer»                | 2:16     |  |

## Créditos
Créditos adaptados de las notas del LP.
Toda la música compuesta por Ludwig Göransson
- Ludwig Göransson – productor
- Christopher Nolan – productor ejecutivo
- Colby Donaldson – asistente de Ingeniero de Mezcla
- Max Sandler – ingeniero técnico de partitura
- Patricia Sullivan – marterización
- Amanda Goodpaster – montaje
- Thomas Kotcheff – escritura adicional (16, 22), orquestación
- Anthony Parnther – conductor
- Chris Fogel – grabación, mezcla
- Ngawang C. Samphel – arreglo
- Cara Bateman – transcripción
- Monica Sonand – supervisor
- Eric Wegener – editor de la partitura
- Daniel Gold – Bibliotecario de música
- Mo Shafeek – dirección de arte